# Slovianka-Quadrille
Die Slovianka-Quadrille ist eine Quadrille von Johann Strauss (Sohn) (op. 338). Sie wurde am 5. Oktober 1869 in Pawlowsk in Russland erstmals aufgeführt.

## Einzelnachweis
1. ↑  Quelle: Englische Version des Booklets (Seite 58) in der 52 CDs umfassenden Gesamtausgabe der Orchesterwerke von Johann Strauß (Sohn), Hrsg. Naxos (Label). Das Werk ist als sechster Titel auf der 20. CD zu hören.